# Жиль Де Меєр
Жиль Де Меєр (нід. Gilles De Meyer; нар. 17 вересня 2006) — бельгійський футболіст, захисник клубу «Гент».

## Клубна кар'єра
Вихованець академії «Гента», до якої приєднався 2013 року. 16 грудня 2022 року підписав з клубом свій перший професіональний контракт. 19 травня 2023 року дебютував за фарм-клуб «Йонг Гент» в матчі Національного дивізіону 1 проти «Олімпіка» (Шарлеруа). 6 жовтня 2024 року в поєдинку проти «Йонг Серкль» забив свій перший гол у кар'єрі.
30 жовтня 2024 року дебютував в основному складі «Гента» в матчі Кубка Бельгії проти клубу «Юніон Рошфортуаз», вийшовши на заміну Момоду Сонко. 10 листопада в поєдинку проти льєзького «Стандарда» дебютував у Про-лізі. В цій грі також забив свій перший гол за «Гент». 26 листопада 2024 року продовжив контракт з клубом до літа 2028 року.

## Кар'єра в збірній
Виступав за збірні Бельгії до 16, до 17, до 18, до 19 і до 20 років.

## Статистика виступів
Станом на 25 травня 2025
| Клуб              | Сезон             | Чемпіонат               | Чемпіонат | Чемпіонат | Кубок | Кубок | Єврокубки | Єврокубки | Інші  | Інші | Всього | Всього |
| Клуб              | Сезон             | Дивізіон                | Матчі     | Голи      | Матчі | Голи  | Матчі     | Голи      | Матчі | Голи | Матчі  | Голи   |
| ----------------- | ----------------- | ----------------------- | --------- | --------- | ----- | ----- | --------- | --------- | ----- | ---- | ------ | ------ |
| Йонг Гент         | 2022–23           | Національний дивізіон 1 | 1         | 0         | —     | —     | —         | —         | —     | —    | 1      | 0      |
| Йонг Гент         | 2023–24           | Національний дивізіон 1 | 25        | 0         | —     | —     | —         | —         | —     | —    | 25     | 0      |
| Йонг Гент         | 2024–25           | Національний дивізіон 1 | 18        | 2         | —     | —     | —         | —         | —     | —    | 18     | 2      |
| Йонг Гент         | Всього            | Всього                  | 44        | 2         | 0     | 0     | 0         | 0         | 0     | 0    | 44     | 2      |
| Гент              | 2024–25           | Про-ліга                | 8         | 1         | 1     | 0     | 3         | 0         | —     | —    | 12     | 1      |
| Всього за кар'єру | Всього за кар'єру | Всього за кар'єру       | 52        | 3         | 1     | 0     | 3         | 0         | 0     | 0    | 56     | 3      |

1. ↑  Матчі в Лізі конференцій УЄФА